# Turška povest
Turška povest je eden izmed pomembnih žanrskih tipov slovenskega zgodovinskega pripovedništva. Pokriva zgodovinsko obdobje od 1353 do 1715, ki je širše od obdobja turških vpadov na slovensko ozemlje (1408-1593). Vzorčni primer turške povesti je Jurčičev Jurij Kozjak, slovenski janičar, samih povesti pa je približno 40.

## Zgodovinski roman
Zgodovinski roman je daljša pripovedna proza z zgodovinsko snovjo. Izpričane zgodovinske osebe, dogodki in atmosfera so lahko v ospredju ali pa služijo le za ozadje fiktivnega dogajanja. Josip Jurčič je utemeljitelj in glavni predstavnik slovenske zgodovinske povesti in romana v 19. stoletju. Pripovednoprozna besedila z zgodovinsko tematiko so sicer nastajala že pred njim, a Jurčič je tisti, ki naj bi k nam prinesel Scottovo pripovedno maniro, ki tudi v svetovni književnosti pomeni začetek »pravega« zgodovinskega romana. Literarna zgodovina je precej govorila o Scottovem vplivu na Jurčičevo pisanje, dokaze zanj pa je v največji meri našla zunaj Jurčičeve zgodovinske povesti, npr. ob prvem slovenskem romanu Deseti brat (1866).  Jurčič je na Scotta naletel leta 1862. Pod njegovim vplivom je najprej napisal Jurija Kozjaka in Kloštrski žolnir. Do tedaj so obsežnejše povesti z zgodovinsko tematiko izhajale sporadično, med letoma 1864 in 1869 pa je Jurčič poskrbel za kontinuiteto žanra, pri čemer je 7200 izvodov Jurija Kozjaka v treh zaporednih izdajah igralo pomembno vlogo. Jurčič je našel recept za realizacijo Levstikovega literarnega programa: združil je domače folklorno pripovedno izročilo, domača zgodovinska dejstva in Scottove sugestivne pripovedne tehnike.

### Turške povesti
Turška povest je eden najbolj trdoživih žanrskih tipov zgodovinskega romana na Slovenskem. Turške epizode se pojavijo že v Kočevarjevi povesti Mlinarjev Janez iz leta 1859, pravi vzorec tega pripovedništva pa je leta 1864 pripravil Josip Jurčič s povestjo Jurij Kozjak, slovenski janičar.
Turki so pomemben del snovnega, tematskega in motivnega repretorarja slovenske literature, največkrat se pojavljajo v ljudski pesmi in poljudni pripovedni prozi. V slovenskem kulturnem spominu Turki sicer zavzemajo mesto nacionalnih sovražnikov, a kot sovražniki so tudi združevalni element, saj skupna nevarnost vedno pomirja socialna nasprotja znotraj nacije in jih združuje. Nase preusmerja socialne napetosti ter posledično prevzema vlogo socialnega strelovoda.
Zgodbena shema turških povesti je dvojna: prvo, kamor lahko štejemo Jurija Kozjaka, lahko imenujemo družinsko-pustolovska, drugo, to je  npr. Miklova Zala, pa ljubezensko-pustolovska. Osnovni spor se rodi med domačimi ljudmi, Turki pa so v obeh primerih le slučajni zgodovinski dejavnik, ki poganja doganjanje - če ne bi bilo Turkov, bi bili v tej vlogi tudi cigani ali roparji. Večerniška zgodovinska povest torej ne jemlje zgodovine kot nujne prvine dogajanja, zgodovina (Turki) je le slikovita kulisa.
Marsikateri del turške povesti se dogaja v tujini, daleč od domače dežele. V tujini slovenski junaki srečujejo svoje rojake in skozi to izkušnjo širijo prostor domačega. Čeprav se junaki vrnejo v domovino, so turške povesti izraz slovenskih ekspanzijskih teženj.
Ena tretjina korpusa turške povesti hkrati pripada tudi kateri drugi žanrski oznaki – recimo uskoški, ciganski ali čarovniški povesti, odvisno od alternativne tematike, ki jo bolj ali manj enakovredno vključuje. Uskoki so bili pravoslavni Srbi, ki jih je avstrijski cesar najel za varuhe južne meje proti Turkom. Tematiko si s turško delijo v naslednjih povestih – Miroslav Malovrh: Strahovalci dveh kron, Lea Fatur: Za Adrijo! in Vilemir. V Žerjavovi povesti Črna žena poleg Turkov nastopajo tudi cigani.
Prostor dogajanja turških povesti največkrat pokriva domače pokrajine Dolenjsko, Gorenjsko, Koroško, Primorsko, Štajersko, pa tudi Dunaj, Vojno krajino in Turčijo. Domači kraji so največkrat navedeni s konkretnim imenom kraja, verjetno z namenom nagovora lokalnega bralca.
Zgodovinsko povest s turško tematiko sta napovedala že Fran Levstik v svojem literarnem programu Popotovanje iz Litije do Čateža leta 1858 in katoliška založba Mohorjeva družba v svojem razpisu literarnih nagrad leta 1863. Turško povest je omenjal tudi Ivan Pregelj. Najbolj intenzivna proizvodnja turških povesti se je dogajala v 60. in 70. letih 19. stoletja in v prvih štirih desetletjih 20. stoletja.
V povestih se pojavljajo različni načini kolektivnega preživetja, največkrat so avtorji uporabili princip prevzema ali adaptacije tujega. Jurčič z Jurijem Kozjakom vzpostavi model sprenevedanja, gojenja iluzije, da tujega sploh ni. Tisto, kar je bilo na prvi pogled tuje, se izkaže za naše, domače. Model, kjer so Slovenci preoblečeni v Turke, se je potem pojavil še velikokrat, npr. Jurij Vranič: Mahmud, Franc Valentin Slemenik: Križem sveta in Mati božja dobrega sveta.
Da je turška povest zares trdoživ žanr, dokazuje nastanek sodobnih besedil s to tematiko. Ivan Sivec je leta 1997 napisal “povest iz turških časov iz Mengša” Krvava grajska svatba.

## Turški vpadi
Turški vpadi na slovensko ozemlje so potekali od 15. do 16. stoletja. Današnja Slovenija je bila takrat razdeljena na več dežel - Kranjsko, Štajersko, Koroško, Goriško in mesto Trst.
Turki so na ozemlje današnje Slovenije prvič vpadli 9. oktobra leta 1408, napadli so Belo krajino in izropali okolico Metlike. O tem je poročal Janez Vajkard Valvasor. Vpadi so trajali približno 200 let, v določenih obdobjih so Turki napadali vsako leto. Najbolj so trpeli ljudje na Kočevskem, Krasu in v Beli krajini. Turški vpadi pa so se leta 1593 z zmago notranjeavstrijskih in hrvaških čet pri Sisku končali.
Prvi turški vpadi v Slovenijo so bili roparski pohodi, požigali so vasi, pobijali ljudi, mlade fante so ugrabili ter jih vzgojili v janičarje, ostale ljudi, ki so bili dovolj močni, pa so odpeljali v suženjstvo. Kradli so živino, pridelke in denar ter se s plenom vračali nazaj v takratno Osmansko cesarstvo.

## Jurij Kozjak
Kot vzorčni primerek turške povesti nam služi Jurčičev Jurij Kozjak, slovenski janičar. Jurčič ga je napisal leta 1864, zanj je pri Mohorjevi družbi dobil 100 goldinarjev (gre za prvo nagrajeno slovensko literarno delo). 
Jurij Kozjak se dogaja med 1464 in 1475, ko so Turki pod vodstvom Ahmed paše požgali stiški samostan, in v kronologiji ni preveč zvest zgodovinskemu dogajanju. Osnovne podatke je Jurčič povzel iz Valvasorja, ki govori o nekem Ludviku Kozjaku, ki je bil poražen v boju s Turki. Zgodba o ugrabljenem dečku, ki postane krut janičar, vendar prepozna svoje korenine in se vrne domov na Kranjsko in h katoliški veri, zgodovinsko ni izpričana. Ta motiv je v slovenski zgodovinski povesti precej pogost in ima verjetno osnovo v ljudskem izročilu. Pripoved danes spada na področje mladinske književnosti in je ena najbolj poznanih slovenskih knjig, saj gredo njene izdaje in prevodi v desetine.

## Miklova Zala
Miklova Zala je drugo najbolj znamenito besedilo turške povesti. Napisal jo je Jakob Sket leta 1884. Še danes je ponatiskovana, redno jo uprizarjajo tudi kot igro za ljudski oder. Temelji na ljubezenskem trikotniku med vrlim Mirkom, pošteno Zalo in zvijačno Židinjo Almiro, ki izda Turkom skrivni vhod v tabor, tako da Mirka ujamejo in v zameno za njegovo svobodo odpeljejo lepo Zalo v sužnost na sultanov dvor. Po sedmih letih pobegne iz Carigrada domov in zadnji trenutek prepreči Mirkovo poroko z Almiro.

## Mohorjeva družba
Čeprav je bil Jurčič politično liberalen, se je v povestih, objavljenih pri katoliški Mohorjevi družbi, ki je bila najpomembnejši producent tega žanrskega tipa, podredil konservativnim nazorom založbe. Pri Mohorjevi je izšla ena tretjina korpusa turških povesti in s pogostim pojavljanjem v visokonakladnih zbirkah te založbe je turška povest postala osrednji žanrski tip slovenske zgodovinske povesti. Povesti so utrjevale politično formulo Slovenca kot borca za krščanstvo proti Turkom.

## Ostale turške povesti in pisci turških povesti
- Josip Jurčič, Grad Rojinje (1866)
- Jernej Dolžan, Mati božja dobrega sveta ali bratovska ljubezen (1868, 1907)
- Franc Valentin Slemenik, Izdajavec, zgodovinska povest iz turških časov (1873, 1907)
- Pod turškim jarmom (1882, 1892, 1903)
- Josip Vošnjak, Troje angeljsko češčenje (1886, 1914), Doma in na ptujem (1889)
- Vitomil Feodor Jelenc, Beligrajski biser (1905)
- Fran Zbašnik, Na krivih potih (1893)
- Silvester Košutnik, Ciganova osveta (1898, 1905, 1906, 1925)
- Josip Lavtižar, Junaška doba Slovencev: Zgodovinska povest iz 15. stoletja: godi se na Gorenjskem ob času turških vpadov (1935–36)
- Mimi Malenšek, Marija Taborska: Zgodovinska povest iz dobe turških časov (1939–40)
- Karel Mauser, Puntar Matjaž: Povest iz časov kmečkih puntov in turških bojev (1950)
- Rudi Šimac, Legenda o sveti Heleni in sveti Marjeti (2008)
- Josip Podmilšak
- Miroslav Malovrh
- Lea Fatur
- Peter Bohinjec
- Ivan Lah
- Ivan Sivec